# Anna Próchniak
Anna Próchniak (nata il 22 dicembre 1988) è un'attrice polacca. Inizialmente formata come ballerina, decise poi di passare alla recitazione, diplomandosi alla Scuola Nazionale di Cinema di Łódź .   Il primo ruolo cinematografico importante di Próchniak è stato in The Innocents  ( Sundance Film Festival 2016) diretto da Anne Fontaine . Tra i suoi lavori ricordiamo il film polacco Warsaw 44 (2014), il film nordirlandese Bad Day for the Cut ( Sundance Film Festival 2017), il film lettone Oleg (sezione Quinzaine des Réalisateurs del Festival di Cannes 2019) e Baptiste per BBC One (2019). Nella miniserie il tatuatore di Auschwitz (2024).Fa parte dell'European Film Academy (EFA).
1. ↑   Who Is Anna Prochniak? The Actor Playing 'Baptiste's Natalie Has Been In Some Big European Films, su bustle.com. URL consultato il 10 October 2020.
2. 1 2   Talent Without Borders: Polish Actors Around the World, su culture.pl. URL consultato il 10 October 2020.